# Дика роза
«Дика роза» (ісп. Rosa salvaje) — мексиканська теленовела виробництва компанії Televisa. У головних ролях Вероніка Кастро і Гільєрмо Капетільйо. Прем'єрний показ відбувся на каналі Las Estrellas 6 липня 1987 — 8 квітня 1988 років.

## Сюжет
Юна дівчина Роза Гарсія живе разом зі своєю хрещеною матір'ю Томасою в бідному районі Мехіко й поводиться неначе хлопчак — грає з хлопцями то у футбол, то в кульки. Одного разу вона залізає до саду при особняку заможної родини Лінаресів за сливами. У домі мешкає Рікардо з братом-близнюком Рохеліо та сестрами Дульсіною та Кандідою. Сестри збираються передати Розу поліції, але Рікардо не дозволяє їм цього зробити. Роза закохується у свого рятівника. Придбавши на ринку папугу, вона дає йому ім'я Рікардо. Рікардо теж подобається Роза і врешті він одружується з нею. Та це не подобається його сестрам, вони не бажають терпіти «дикунку» в своїй родині й вирішують будь що позбутися Рози.

## У ролях
| Актор               | Роль                              |
| ------------------- | --------------------------------- |
| Вероніка Кастро     | Роза Гарсія де Лінарес            |
| Гільєрмо Капетільйо | Рікардо Лінарес / Рохеліо Лінарес |
| Едіт Гонсалес       | Леонела Вільяреаль #1             |
| Фелісія Меркадо     | Леонела Вільяреаль #2             |
| Магда Гусман        | Томаса Гонсалес                   |
| Лаура Сапата        | Дульсіна Лінарес                  |
| Ліліана Абуд        | Кандіда Лінарес                   |
| Клаудіо Баес        | Федеріко Роблес                   |
| Ірма Лосано         | Полетт Монтеро де Мендісабаль     |
| Рената Флорес       | Леопольдіна                       |
| Альберто Маяготія   | Пабло Мендісабаль                 |
| Маріанна Леві       | Лінда Гонсалес                    |
| Армандо Кальво      | Себастьян                         |
| Хосефіна Ескобедо   | донья Феліпа Гонсалес             |
| Ліліана Веймер      | Ванесса                           |
| Сервандо Мансетті   | Едуардо Рейносо                   |
| Гастон Тусет        | Роке Мендісабаль                  |
| Хакаранда Альфаро   | Ірма Сервантес Дельгадо           |
| Сесілія Габріела    | Інгрід                            |
| Патрисія Перейра    | Норма                             |
| Глорія Морель       | Едувіхес                          |
| Алехандро Ландеро   | Роберто Камачо Санчес             |
| Отто Сірго          | дон Анхель де ла Уерта            |
| Ада Карраско        | Кармен                            |
| Раймундо Капетільйо | доктор Рейнальдо                  |
| Малені Моралес      | Міріам Асеведо                    |
| Беатріс Орнелла     | Карідад                           |
| Нінон Севілья       | Сорайда                           |
| Клаудія Гальвес     | Клеопатра                         |
| Хайме Гарса         | Ернесто Рохас, журналіст          |
| Аврора Клавель      | мати Ернесто Рохаса               |
| Беатріс Морено      | Еулалія                           |
| Давид Остроскі      | Карлос Манріке                    |
| Ракель Панковські   | Ла Таконес                        |
| Ектор Бонілья       | Брауліо Коваррубіас               |
| Рафаель Інклан      | поліцецський агент                |
| Беатріс Шерідан     | рекетирка                         |

## Нагороди та номінації
TVyNovelas Awards (1988)
- Найкраща акторка (Вероніка Кастро).
- Найкраща лиходійка (Лаура Сапата).
- Номінація на найкращого актора (Гільєрмо Капетільйо).